# John Kjederqvist
John Olof Gerhard Kjederqvist, född 24 september 1863 i Lunds stadsförsamling, Lund, död 7 juli 1934 i Matteus församling, Stockholm , var en svensk skolman.
Kjederqvist blev filosofie doktor i Lund 1896, docent i tyska samma år, lektor i tyska och engelska vid Norra latinläroverket i Stockholm 1902 och var rektor där 1909–29. Han utgav olika arbeten i pedagogik och filologi, bland annat När ord blir roliga (1933). Åren 1905–1910 var han redaktör för Pedagogisk tidskrift. Kjederqvist tog 1925 initiativet till radiokurser i språk.